# علف نافی (سرده)
علف نافی (نام علمی: Cotyledon) نام یک سرده از تیره گل‌نازیان است.